# Erich Kulka

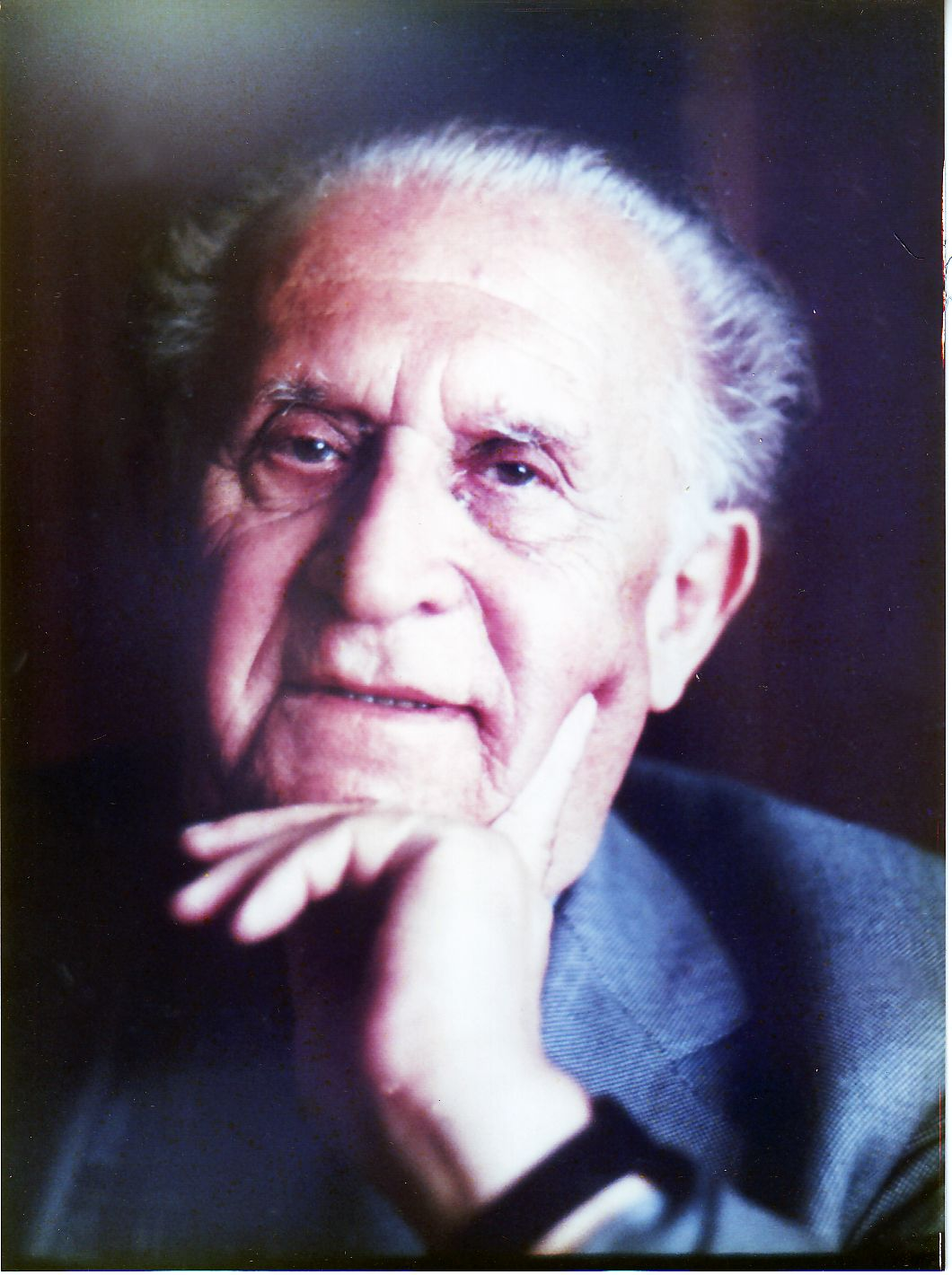
Erich Kulka (1993)

Erich Kulka, ursprünglich Erich Schoen (geb. 18. Februar 1911 in Vsetín; gest. 13. Juli 1995 in Jerusalem) war ein israelischer Historiker, Schriftsteller und Publizist tschechischer Herkunft sowie jüdischer Überlebender des Holocaust.

## Leben
Kulka, der in der Holzindustrie beschäftigt war, wurde wegen kommunistischer Widerstandsaktivitäten während des Zweiten Weltkrieges in der Kleinen Festung Theresienstadt, im KZ Dachau, dem KZ Neuengamme, und dem KZ Auschwitz-Birkenau inhaftiert. In Birkenau leitete er gemeinsam mit Ota Kraus die Schlosserei im Männerlager, welche ein Verbindungszentrum des internationalen Lagerwiderstandes war. Während der „Evakuierung“ des KZ Auschwitz im Januar 1945 konnte er mit seinem zwölfjährigen Sohn Otto Dov Kulka fliehen.
Nach Kriegsende war er als Schriftsteller tätig und verfasste gemeinsam mit Ota Kraus ein umfassendes Werk über Auschwitz-Birkenau: Die Todesfabrik. Diesem einschlägigen Werk folgten weitere themenbezogene Publikationen. Kulka, der später Ehrenvorsitzender des israelischen Auschwitz-Komitees war, sagte am 16. April 1964 im 1. Frankfurter Auschwitzprozess als Zeuge aus und wies das Gericht auf das Auschwitzalbum hin. Sein Sohn Otto Dov Kulka, der später Professor für Geschichte an der Hebräischen Universität Jerusalem wurde, sagte ebenfalls im Auschwitzprozess als Zeuge aus. Kulka wanderte 1968 aus der Tschechoslowakei nach Israel aus. In den 1980er Jahren widmete er seine Forschungstätigkeit insbesondere dem Sonderkommando des KZ Auschwitz-Birkenau, die er zeitweise mit dem israelischen Historiker Gideon Greif durchführte. Kulka erhielt 1989 vom Spertus College of Judaica in Chicago die Ehrendoktorwürde verliehen. Seit 1991 besteht an der Universität Jerusalem ein Erich-Kulka-Fonds, aus dem jährlich Preise für ausgezeichnete Forschungen, insbesondere zum Holocaust, verliehen werden.
Im November 2004 wurde Erich Kulka im ehemaligen Gestapo-Gefängnis Theresienstadt ein Denkmal gewidmet.

## Schriften (Auswahl)
- mit Ota Kraus: Die Todesfabrik. Aus dem Tschechischen übersetzt von Zora Weil-Zimmering. Kongress-Verlag, Berlin 1957.
- mit Ota Kraus, Hanna Tichy: Massenmord und Profit. Die faschistische Ausrottungspolitik und ihre ökonomischen Hintergründe. Dietz, 1963.